# غشائية مسترقة
غشائية مسترقة (بالإنجليزية: Hymenobacter tenuis)‏ هي نوع من البكتيريا،  تتبع الغشائية.